# Metilacetilè
El metilacetilè o metilacetilé o propí és un alquí de fórmula química C₃H₄ (H-C≡C-CH₃). És un gas més pesant que l'aire o propí que es pot emmagatzemar en bombones i s'usa en soldadura, com a intermediari en síntesi orgànica i com a combustible per a coets.